# Josef Lanzinger
Josef Lanzinger (* 8. Mai 1848 in Gensöd; † 17. September 1919 in Grucking) war Landwirt und Mitglied des Deutschen Reichstags.

## Leben
Josef Lanzinger war Landwirt und Ökonomiebesitzer in Grucking.
Von 1898 bis 1903 war er Mitglied des Deutschen Reichstags für den Reichstagswahlkreis Oberbayern 5 (Wasserburg, Erding, Mühldorf) und den Bayerischen Bauernbund.